# ヴィヴィアン・ヴァンス
ヴィヴィアン・ヴァンス（Vivian Vance,  1909年7月26日 - 1979年8月17日）は、アメリカ合衆国の女優である。

## 来歴
1909年、カンザス州チェリーヴェイルに生まれる。ヴィヴィアン自身、6人いた兄弟の中の二番目だった。高校時代に演劇クラスを受けたことから、演劇に対する興味を抱くようになり、しばらくしてから苗字を実際のジョーンズから「ヴァンス」へ変え、ニューメキシコ州に渡って女優活動を開始した。同州では、アルバカーキを拠点とする劇団「アルバカーキ・リトル・シアター」へ所属し、舞台でキャリアをスタート。様々な演目で経験を積んだ後にニューヨークへ渡り、エヴァ・ル・ギャリアンに師事した。1932年あたりからブロードウェイ舞台へコーラスメンバーとして出演するようになり、1939年に急遽代役で出演したミュージカル舞台『Hooray for What!』で本格的なブロードウェイデビューを果たした。
1950年に『狙われた結婚』で映画デビュー。1951年からレギュラーキャストとして出演したテレビドラマシリーズ『アイ・ラブ・ルーシー』で一躍スターダムにのし上がった。同作品では主演のルシル・ボール演じるルーシーの親友エセル・マーツをコミカルに演じ、幅広い層から支持を得ている。エセル・マーツ役は当たり役となり、その後製作されたシットコムシリーズ『ザ・ルーシー・ショー』で盟友のルシル・ボール演じる主役のルーシーの友人ヴィヴィアンを好演し、その人気を不動のものにした。1968年から放送された『Here is Lucy』でも、レギュラーキャストとして出演しており、ヴァンスが演じたキャラクター名は改名する前の「ヴィヴィアン・ジョーンズ」となっている。
1954年に『アイ・ラブ・ルーシー』での演技が評価され、プライムタイム・エミー賞のテレビシリーズ部門における助演女優賞を受賞した。一連のルーシー・シリーズが終了した後は、古巣であるブロードウェイへ戻り、舞台演劇で活躍したほか、テレビドラマのゲスト出演などいくつかの作品へ出演して印象を残している。

### 死去
1979年8月17日、骨腫瘍が原因によりカリフォルニア州ベルヴェディアにあった自宅で死去。1991年に、それまでの功績が称えられ、ハリウッド・ウォーク・オブ・フェームにその名が刻まれている。

## 出演作品

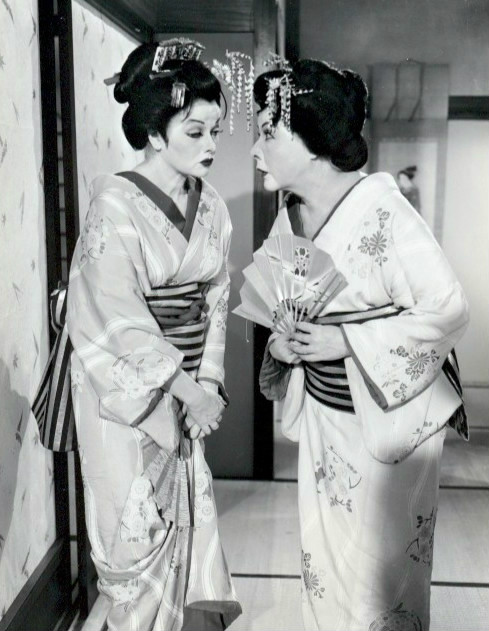
『ルーシー・デジ・コメディ・アワー』の1シーンより

### 映画
- Take a Chance (1933) ※ノークレジット
- 狙われた結婚 The Secret Fury (1950)
- 青いヴェール The Blue Veil (1951)
- アイ・ラブ・ルーシー I Love Lucy (1953) ※映画版
- I Love Lucy Christmas Show (1956) ※テレビ映画
- グレートレース The Great Race (1965)
- フロント・ページ The Front Page (1970) ※テレビ映画
- Getting Away from It All (1972)
- The Great Houdini (1976)
- Lucy Calls the President (1977)

### テレビドラマ
- The Philco Television Playhouse (1949)
- アイ・ラブ・ルーシー I Love Lucy (1951 - 1957)
- Texaco Star Theatre Starring Milton Berle (1954)
- Shower of Stars (1955)
- ルーシー・デジ・コメディ・アワー The Lucy-Desi Comedy Hour (1957 - 1960)
- Guestward Ho! (1960)
- ザ・ルーシー・ショー The Lucy Show (1962 - 1968)
- Here's Lucy (1968 - 1972)
- 恋愛専科 Love, American Style (1969)
- Rhoda (1975)
- Sam (1978)